# Объединённый фронт Южно-Камерунского консорциума Амбазонии
Объедине́нный Фро́нт Южно-Камеру́нского Консо́рциума Амбазо́нии (англ. Southern Cameroons Ambazonia Consortium United Front) — ненасильственное движение, стремящееся к формированию независимости или автономизации Амбазонии. До формирования Временного правительства Амбазонии являлась зонтичной организацией, объединяющая большую часть англоязычных националистических движений Южного Камеруна.

## История
1 октября 2017 года объявило о независимости Федеративной Республики Амбазония, где поводом для провозглашения независимости стало нарушение федеративного договора и резолюций ООН по Камеруну в результате изменения конституции от 1972 года, а также право на самоопределение народов. Главой государства был объявлен председатель ОФЮККА — Сису Джулиус Аюк Табе.
31 октября 2017 года было сформировано Временное правительство Амбазонии в качестве временного органа исполнительно-распорядительной власти во главе Президента ФРА, что де-факто ликвидировало движение, которое по-сути сформировало новое правительство.